# Walter Devereux, 8. baron Ferrers af Chartley
Walter Devereux, 8. baron Ferrers af Chartley jure uxoris (født ca. 1432, død 22. august 1485) var en engelsk adelsmand og en loyal tilhænger af Hose to York under Rosekrigene. Han var medlem af kong Edvard 4.'sindre kreds og døde i kamp for Edvards yngre bror, kong Richard 3., i Slaget ved Bosworth i 1485.

## Baggrund
Han blev født omkring 1432 i Weobley, Herefordshire, søn af Sir Walter Devereux (1411–1459), Lord Chancellor of Ireland (fra 1449 til 1450), og Elizabeth Merbury, datter og arving til Sir John Merbury, Chief Justice af Sydwales og hans første hustru, Alice Pembridge.

## Ægteskab og børn
Walter Devereux giftede sig to gange:
- Første gang inden den 25. oktober 1446, i en alder af 13 år,[1] giftede han sig med Anne Ferrers (d. 9. januar 1469), datter og arving til William de Ferrers, 7. baron Ferrers af Chartley,[2][3] og blev derved jure uxoris Baron Ferrers af Chartley (i sin hustrus ret) den 26. juli 1461. Hans hustru Anne arvede stor rigdom efter sin fars død. Gennem ægteskabet fik Devereux-familien Chartley Castle såvel som dets baroni.[4] Med sin hustru, der døde sytten år før ham,[a] fik han mindst seks børn herunder:
  - Sir Robert Devereux af Ferrers (c1455 til ?),[5] der blev udnævnt til fredsdommer for Shropshire den 24. februar 1473 og igen den 8. november 1473.
  - John Devereux, 9. baron Ferrers af Chartley (1463 – 3. maj 1501) [6]
  - Elizabeth Devereux (ca. 1454 – 1516)[b]
  - Anne Devereux (ca. 1453 – efter 1475)[c][7][8]
  - Sir Richard Devereux
  - Sir Thomas Devereux
- Anden gang giftede han sig i 1482 med Joan,[9][10] enke efter Thomas Ilom,[11][d] som ikke fødte ham flere børn. Hun overlevede ham og giftede sig igen tre gange: Først med Thomas Vaughan, anden gang med Sir Edward Blount af Sodington og tredje med Thomas Poyntz (d. 1501) af Alderley, Gloucestershire,. Han var den anden søn af Sir Robert Poyntz (død 1520), Lord of the Manor of Iron Acton i Gloucestershire, en støtte af kong Henrik 7. i Slaget ved Bosworth i 1485.[12]

## Karriere
Den 6. november 1450 blev det bestemt at herregården i Dorton i Buckinghamshire skulle overgå til Elizabeth, enke efter den afdøde Baron Ferrers af Chartley. Derefter blev det erklæret, at hendes arving var Anne, hustru til Walter Devereux. Hans far var blevet frataget sin ære, liv og gods for forræderi i 1452 for at støtte Richard, hertug af York, i hans march til London og efterfølgende konfrontation med kongen ved Dartford Heath. Den 6. marts 1453 deltog han i parlamentet som Lord Ferrers og repræsenterede Herefordshire i stedet for sin far. Den 17. marts 1453 blev Walter og Anne Devereux bevilget liberi for hendes fars landbesiddelser, da hun var 14 år eller ældre, det der blev anset for myndighedsalderen for kvinder.
Den 24. januar 1454 fik Walter og Anne Devereux kontrol over deres landbesiddelser i Warwickshire. En aftale blev anerkendt den 4. marts 1454 mellem Walter og Anne Devereux og Elizabeth, enke efter den afdøde Sir William Ferrers af Charteley, om at de ville ære hendes livgedingrettigheder, da hun indtrådte i kirken, og Anne ville modtage arven af disse godser, når hun fyldte 21 år.
Walter Devereux og William Mayell erhvervede fra Henry Gryffith af Bakton og Thomas Herbert af Billingsley formynderskabet og ægteskabet over Thomas, mindre arving til Edmund de Cornewaylle den 1. juli 1453. Walter Devereux og hans far blev den 14. december 1453 udpeget til at undersøge en fangeflugt i Herefordshire. Den 22. maj 1455 førte Richard, 3. hertug af York, York-hæren til sejr i Det 1. slag ved St. Albans og tog kong Henrik 6. til fange. Den 25. maj kronede hertugen Henrik 6. igen og blev genindsat som rigets forstander. Walter Devereuxs far blev benådet kort efter på parlamentets møde den 9. juli 1455. I løbet af de næste mange år førte Devereux en krig med afbrydelser mod Tudor-familien langs grænsen til Wales. Walter Devereux blev sammen med andre fremtrædende York-støtter i Herefordshire sat under en kaution på 5000 mark den 13. maj 1457, hvis de ikke straks dukkede op ved fængslet i Marshalsea. Hans far blev føjet til gruppen den 2. juni.
Efter sin fars død den 22. april 1459 overtog Walter Devereux hans plads som forvalter af Yorks landbesiddelser i Radnor og i hertugens følge. Han var sammen med hertugen af York i Slaget ved Ludford Bridge den 12. oktober 1459, men overgav sig og satte sin lid til kongens nåde, da York flygtede til Irland efter nederlaget. Han fik lov til at beholde sit liv, men fik frataget sin ære og sit gods den 20. november 1459, og hans landbesiddelser blev tildelt Humphrey Stafford, 1. hertug af Buckingham. Devereux fik i 1460 tilladelse til at indløse sine ejendomme for en bøde på 500 mark.
Den 26. juni 1460 landede jarlerne Warwick og Salisbury ved Sandwich og gjorde et oprør i Yorks navn. De marcherede mod London og tog Henrik 6. til fange i Slaget ved Northampton den 10. juli 1460. Walter Devereux fik til opgave at arrestere og fængsle enhver i Herefordshire, der modsatte sig oprøret. Richard af York vendte tilbage til England, og Walter Devereux deltog i parlamentet den 7. oktober som ridder for Herefordshire. Hertugen blev igen rigsforstander den 31. oktober, og Devereux fik en fuld benådning.
I december 1460 fulgte Walter Devereux Edvard, jarl af March, til Wales for at samle en hær for at imødegå et Lancaster-oprør ledet af Tudorer-familien. Den 30. december blev Richard, 3. hertug af York dræbt i Slaget ved Wakefield, og en Lancaster-hær rykkede sydpå mod London. Devereux kæmpede for Edvard, nu den 4. hertug af York, i hans sejr i Slaget ved Mortimer's Cross den 2. februar 1461 og ledte hans venstre flanke. Han forblev ved den fremtidige Edvard 4.'s side under hans fremrykning fra Gloucester til London. Lancaster-hæren, der marcherede sydpå, vandt igen i Det 2. slag ved St Albans den 17. februar og befriede Henrik 6. der. Den 3. marts 1461 var Walter Devereux til stede ved det råd, der blev afholdt på Baynard's Castle, hvor det blev besluttet, at Edvard skulle gøres til konge, og red ved hans side til Westminster, hvor Henrik 6. blev afsat i absentia, og Edvard 4. udråbt til konge af England.
Walter Devereux var sammen med hæren, da Edvard 4. marcherede nordpå, og kæmpede i sejren i Slaget ved Towton den 29. marts 1461, hvor han blev slået til ridder. Den 8. juli blev Devereux udnævnt til fredsdommer og fik til opgave samle styrker fra Herefordshire, Gloucestershire og Shropshire til udrydde Lancaster-modstanden i Wales. Han fik også sat til opgave at undersøge alle forræderier og oprør i Sydwales og fik myndighed til at modtage oprørere mod kongens freds underkastelse. I september mødtes Walter Devereux med kongen og William Herbert på Ludlow Castle, hvor de fik til opgave at tage alle borge, herredømme, herregårde, jord og ejendele fra den afdøde Humphrey, hertug af Buckingham, i det sydlige Wales i kongens hænder. Den 30. september 1461 erobrede Herbert og Devereux Pembroke Castle . Den 16. oktober besejrede Herbert og Devereux Lancaster-styrker under jarlen af Pembroke og hertugen af Exeter i Slaget ved Twt Hill, hvilket effektivt sluttede modstanden i Wales. Walter Devereux deltog i parlamentet den 4. november 1461, men var tilbage i Wales for at erobre af Denbigh Castle i januar 1462.
Den 10. februar 1462 var Devereux igen fredsdommer for Herefordshire og Gloucestershire og ville faktisk beholde disse embeder resten af sit liv og til tider udvide sin myndighed til Shropshire. Den 20. februar 1462 modtog Devereux en omfattende gave af fratagne lande for sin tjeneste og fik til opgave at samle yderligere tropper i Herefordshire og Gloucestershire. John Salwey tildelte herregården Stanford, Worcestershire, til Walter Devereux den 18. april, og Herbert og Devereux erobrede Carreg Cennen Castle i Wales i maj 1462.
I oktober 1462 dukkede Margrete af Anjou op og iværksatte et Lancaster-oprør i Nordengland. Devereux fulgte kong Edvard på et felttog mod nord i november 1462, som slog oprøret ned i januar 1463. Walter deltog i parlamentet den 29. april 1463, hvor han blev belønnet med en undtagelse fra kronens Act of Resumption, der tilbagekaldte forskellige gaver og tilskud.
Den 18. juni 1463 blev Devereux udnævnt som konstabel for Aberystwyth Castle på livsstid og den 10. august 1464 fællesvogter af Haywood i Herefordshire. I slutningen af 1467 blev han udpeget til dommer i Wales med beføjelse til at tilgive eller arrestere og specifikt til opgave at undersøge forfalskning, klipning, og andre måder at forfalske penge. Dette blev udvidet til Herefordshire, Warwickshire, Worcestershire, Nottinghamshire, Derbyshire, Staffordshire og Shropshire i begyndelsen af 1468, og Devonshire og Gloucestershire senere på året. I juni 1468 landede Jasper Tudor, 1. jarl af Pembroke nær Harlech Castle og erobrede Denbigh. Walter Devereux og William Herbert fik til opgave at rejse en hær i Gloucestershire, Herefordshire, Shropshire og grænseområdet ved Wales for at angribe oprørerne. Den 14. august 1468 overgav Harlech Castle sig endelig til York-hæren.
I 1468 meddelte Edvard 4., at han havde til hensigt at invadere Frankrig. Den 3. august 1468 fik Walter Devereux til opgave at mønstre i Gravesend med sine mænd til tjeneste i udlandet, men andre begivenheder i kongeriget forhindrede dette i at ske. Den 12. februar 1469 blev han befalet at levere fanger til fængslet på Hereford Castle. Den 22. maj blev han udnævnt som dommer for amterne York, Cumberland og Westmoreland; og byen York. Han deltog sandsynligvis i Slaget ved Edgecote Moor den 26. juli 1469, da jarlen af Warwick besejrede kong Edvard, og Devereux svoger, William Herbert, blev dræbt. Edvard 4. blev taget til fange, men Warwick blev tvunget til at frigive ham inden for få måneder. I september 1469 fik Walter Devereux til opgave at rejse nye tropper til York-hæren i Herefordshire, Gloucestershire, Shropshire og Worcestershire. Den 16. november blev han belønnet med tildelingen af embederne som konstabel for borgene Brecon, Hay og Huntington, og forvalter af herredømmerne Brecon, Hay og Huntington under Henry Staffords formynderskab.
Den 6. januar 1470 blev han tildelt dommer over Wales. Han kæmpede sandsynligvis for Edvard 4. i den totale sejr i Slaget ved Losecoat Field, hvilket resulterede i at jarlen af Warwick og hertugen af Clarence flygtede til Frankrig. Den 26. marts fik Devereux til opgave at rejse yderligere tropper i Herefordshire for at forsvare sig mod oprørerne. Den 28. juli 1470 blev han belønnet med udnævnelsen til lensmand i Caernarfonshire og overforstmand i Snowdon Hills i Nordwales på livstid. 
Den 13. september 1470, efter at Edvard 4. var blevet lokket nordpå for at tage sig af oprørere, landede Warwick i Plymouth og påbegyndte et Lancaster-oprør bag ved ham. Edvard blev tvunget til at flygte til Flandern, og Henrik 6. blev genindsat på Englands trone den 3. oktober. Da Edvard 4. vendte tilbage og landede i Ravenspur, Yorkshire, den 14. marts 1471, sluttede Devereux sig til ham i sejren i Slaget ved Barnet den 14. april 1471, hvorefter Henrik 6. igen blev afsat. Walter Devereux fik til opgave at samle flere tropper i Shropshire og Herefordshire, og han kæmpede i Slaget ved Tewkesbury den 4. maj 1471, hvor Edvard 4. endelig sikrede sin trone. Devereux var ved kongens side, da han i triumf gjorde sit indtog i London og var en af de stormænd, der i parlamentskammeret i Westminster den 3. juli 1471 svor en ed om at acceptere Edvard, prins af Wales, som arving til kronen. Den 27. august fik han magten til at modtage alle oprørere i Sydwales og grænseområdet nær Wales' underkastelse og til at rejse en hær i South Wales, Worcestershire, Gloucestershire, Herefordshire, Shropshire og marcherne for at modstå Jasper Tudor.
Han blev valgt den 20. februar 1473 til at virke i Wales' råd som vejleder og rådgiver for kongens arving, indtil prinsen af Wales nåede en alder af 14 år. Den 26. februar 1474 fik han til opgave at rejse tropper i Herefordshire og Shropshire for at undertrykke endnu et oprør.  Han var sammen med Edvard 4., da han ledte en hær ind i Frankrig i juli og ved konferencen i Saint-Christ i Vermandois, Frankrig, den 13. august, hvor kongen indvilligede i at trække sig tilbage til gengæld for en årlig betaling. Devereux blev belønnet den 31. januar 1476 med tildelingen af herregården og herredømmet Wigston, Leicestershire, der var kommet i kongens kontrol efter at John de Vere, 13. jarl af Oxford var blevet frataget sin ære, liv og fods. I løbet af de næste 4 år tjente Walter Devereux i forskellige kommissioner som dommer i Middlesex, Yorkshire og London. Den 14. februar 1480 blev han identificeret som medlem af kongens råd, der hørte andragender i Star Chamber i Westminster.
Som medlem af Wales' råd var Walter Devereux sandsynligvis sammen med Edvard 5., da han blev erklæret konge efter Edvard 4.'s pludselige død den 9. april 1483. Det kunne forventes, at han fulgte Edvard, da han satte kurs mod London, og sandsynligvis var med i det følge, der blev opløst, da Richard, hertug af Glouucester afskar dem i Stony Stratford, Buckinghamshire den 29. april. Efter afsættelsen af Edvard 5. og kroningen af hertugen som Richard 3. den 6. juli 1483 overførte Walter Devereux sin troskab til den nye konge og blev bekræftet som fredsdommer for Herefordshire, Gloucestershire, Shropshire og Hertfordshire. Devereux deltog i parlamentet den 23. januar 1484  og fik til opgave at rejse en hær den 1. maj 1484 i Hertfordshire og Herefordshire. Han blev belønnet med et gavebrev til Cheshunt herregård, Hertfordshire, for resten af sit den 12. august, og fik til opgave at efterforske visse forræderier og lovovertrædelser begået af William Colingbourne, senest af Lidyard, Wiltshire, og John Turburville senest af Firemayne, Dorset.

## Ophøjelse til højadelen og hæder
Den 26. juli 1461 blev Walter Devereux ophøjet til rang af baron i sin hustrus ret og på grund af hans store tjeneste mod Henrik 6., hertugen af Exeter, jarlenre af Pembroke og Wiltshire og de andre oprørere og forrædere, og han blev dermed Lord Ferrers.
Den 24. april 1472 blev han slået til ridder af Hosebåndsordenen.

## Død
Walter Devereux støttede Richard 3. af England under hans regeringstid og kæmpede ved hans side i Slaget ved Bosworth (22. august 1485). Der befalede Lord Ferrers i fortrippen under John Howard, hertug af Norfolk sammen med Sir Robert Brackenbury og Thomas Howard, jarl af Surrey. Devereux blev dræbt under den indledende kamp med den modstående fortrop under John de Vere, 13. jarl af Oxford, der kæmpede ved siden af den unge John, Lord Zouche. En svoger, Sir John Ferrers, blev også dræbt i Bosworth. Han fik frataget sin ære, liv og gods efter sin død den 7. november 1485.

## Fodnoter
1. ↑  Lady Anne Devereux døde den 9. Januar 1469 og blev begravet i Southwark Cathedral i London, England
2. ↑  Elizabeth Devereux giftede sig først med Sir Richard Corbet (1451-1493) af Morton Corbet, og de fik følgende børn: Anne Juliana Corbet, Elizabeth Corbet, Mary Corbet, Katherine Corbet, Margaret Corbet, Sir Robert Corbet og George Corbet. Efter of Sir Richard Corbets død, giftede Elizabeth Devereux sig for anden gang med Sir Thomas Leighton (1443-1519) af Wattlesborough, og de fik følgende børn: John Leighton, Richard Leighton og Thomas Leighton. Elizabeth Devereux døde i 1516 og blev begravet i Burford, Shropshire.
3. ↑  Anne Devereux giftede sig, som hans første hustru, med Sir Thomas Tyrrell (ca. 1453 – ca. 1510), søn af Sir William Tyrrell (dræbt i Slaget ved Barnet i 1471) og hans hustru, Eleanor Darcy. De fik en datter, der døde unde børn. Efter Anne Devereux' død, giftede Thomas Terrell sig for anden gang med Beatrice Cockayne.
4. ↑  Thomas Ilom var Master of the Mercer's Company i 1480. Hun levede stadig i 1522 (Hoyle, Military Survey of Gloucestershire, 1993, p.54)